# 明田川孝
明田川 孝（あけたがわ たかし、1909年6月22日 - 1958年8月13日）は、日本の彫刻家・音楽研究家。
新制作協会彫刻部創立会員。東京美術学校在学中より気鳴楽器オカリーナを研究・制作し、「12穴式オカリーナ」の開発に成功。日本にこの楽器を広め根づかせた「アケタオカリーナ」の創始者であり、「日本のオカリーナの父」と呼ばれている。長男はジャズ・ピアニストの明田川荘之。

## 来歴
- 1909年、新潟県北魚沼郡藪神村（後・広神村→現・魚沼市）に誕生。
- 1927年、日本大学中学校（現・日本大学第一中学校・高等学校）を卒業。
- 1928年、東京美術学校彫刻科塑造部に入学し、在学中よりオカリーナの研究・制作を開始。
- 1933年、東京美術学校卒業。
- 1934年、国展にて国画奨学賞を受賞。
- 1935年、新興美術家協会展に入選。
- 1936年、新興美術家協会展にて新作家賞を受賞し、会友に推薦される。国画会彫刻部有志と造型彫刻家協会を結成。
- 1937年、国画会同人に推薦される。
- 1939年、国画会を脱会し、本郷新、山内壮夫、吉田芳夫、舟越保武、佐藤忠良、柳原義達とともに新制作派協会（現・新制作協会）彫刻部の創設に参加。
- 1948年、「12穴式オカリーナ」を完成。
- 1950年、「12穴式オカリーナ」実用新案を取得。
- 1953年、オカリーナの試作により、東京都知事賞を受賞。
- 1958年、病のため東京都新宿区の病院にて死去。

## 代表作
- 仔山羊（1934年、国画奨学賞受賞）
- アルプ（1934年、国画奨学賞受賞）
- 越後の乳くばり（1938年、新潟県立近代美術館所蔵）
- 若き蒙古（1938年、新潟県立近代美術館所蔵）
- コスキを持つ子（1941年）
- 村の娘（1949年）
- 詩集『スダマ』（造型彫刻家協会より発行、1936年）